# Sur la route (film, 2009)
Cet article concerne le film de Pema Tseden. Pour le film de Walter Salles, voir Sur la route.
Pour les articles homonymes, voir Sur la route (homonymie).
Pour plus de détails, voir Fiche technique et Distribution.
Sur la route (The search, ‘Tshol ba, Xunzhao zhimei gengdeng) est un road movie de Pema Tseden tourné dans l’Amdo au Tibet oriental par Sonthar Gyal. Le film évoque la culture tibétaine traditionnelle qui disparaît. 

## Synopsis
Accompagné d'un homme d'affaires, d'un assistant et d'un chauffeur, un cinéaste tibétain parcourt en 4x4 l'Amdo rural, y recherchant des acteurs pour un film inspiré de l'opéra tibétain Drime Kunden, éponyme du prince-bodhisattva sacrifiant ses possessions au service d'autrui.
Le cinéaste tombe sous le charme de la voix d'une chanteuse pour qui il envisage le rôle de la princesse Mande Zangmo, épouse du prince. Mais elle exige pour jouer d'aller revoir dans un village éloigné où il enseigne, son ancien ami et partenaire de chant, dont elle est séparée. Bien que célèbre aussi pour sa beauté, la chanteuse paraît toujours voilée. D'autres auditions se déroulent dans des écoles, des monastères, des demeures paysannes et un bar karaoké. 
Les mélodies de l'opéra Drime Kunden témoignent de la grandeur émouvante d'une œuvre méconnue et oubliée. 
Le recul de la culture tibétaine traditionnelle face à la modernité est perceptible. 
L'affirmation de l'identité tibétaine apparaît comme une déclaration politique. 
Le film révèle un certain nombre de problèmes sociaux au Tibet : l'opéra traditionnel a été oublié, les jeunes Tibétains ne sont plus capables de lire le tibétain, des boîtes de nuit commerciales ont ouvert, certains Tibétains souffrent d'alcoolisme, etc.
La bande sonore du film qui se déroule dans l'Amdo comporte principalement des airs traditionnels du Tibet central interprétés par Techung, un musicien tibétain en exil, on peut y voir l'affirmation des liens étroits unissant tous les Tibétains.  
Le film a été présenté au festival international du film de Locarno et à plusieurs festivals au Canada et aux États-Unis,.

## Fiche technique
- Décors : Pierre Rissient et Zhuangzhuang Tian
- Photographie : Sonthar Gyal
- Son : Dukar Tserang
- Montage : Hai-ling Chen, Benjamin Illos et Xing Zhou
- Musique : Techung
- Production : Sangye Gyantso et Pema Tseden
- Langue : tibétain

## Prix
- 2009 Festival international du film de Shanghai, Grand prix du jury